# August Kründel
August Kründel (ur. 1897 we wsi Tierpilincy w guberni sankt-petersburskiej, zm. 25 maja 1967 w Tallinnie) – polityk Estońskiej SRR.

## Życiorys
W latach 1915–1918 służył w rosyjskiej armii, następnie w Armii Czerwonej, od 1918 należał do RKP(b), 1923–1929 pracował w obwodowym komitecie związku zawodowego metalowców w Petersburgu/Leningradzie. Później był kierownikiem działu technicznego i sekretarzem komitetu partyjnego WKP(b) moskiewskiej fabryki samochodów im. Stalina, 1941–1945 pracował w uljanowskiej fabryce samochodów, od września 1945 do 1 lutego 1950 był II sekretarzem Komitetu Miejskiego Komunistycznej Partii (bolszewików) Estonii w Tallinie, a od 5 marca 1947 do 14 stycznia 1953 przewodniczącym Rady Najwyższej Estońskiej SRR. Od 1 lutego 1950 do września 1951 był I sekretarzem Komitetu Miejskiego KP(b)E w Tallinie, od 14 kwietnia 1951 do 16 września 1952 zastępcą członka Biura KC KP(b)E, od 3 września 1951 do 14 stycznia 1953 ministrem ubezpieczeń społecznych Estońskiej SRR, a od 14 stycznia 1953 do 8 czerwca 1961 sekretarzem Prezydium Rady Najwyższej Estońskiej SRR, następnie przeszedł na emeryturę. Otrzymał Order Lenina i Order Wojny Ojczyźnianej I klasy.